# Nižné Kozie pleso
Nižné Kozie pleso je ledovcové jezero ve střední části Mlynické doliny ve Vysokých Tatrách na Slovensku. Je níže položené z obou větších ples skupiny Kozích ples. Má rozlohu 0,7800 ha. Je dlouhé 155 m a široké 65 m. Dosahuje maximální hloubky 2,3 m. Jeho objem činí 4650 m³. Leží v nadmořské výšce 1942 m.

## Okolí

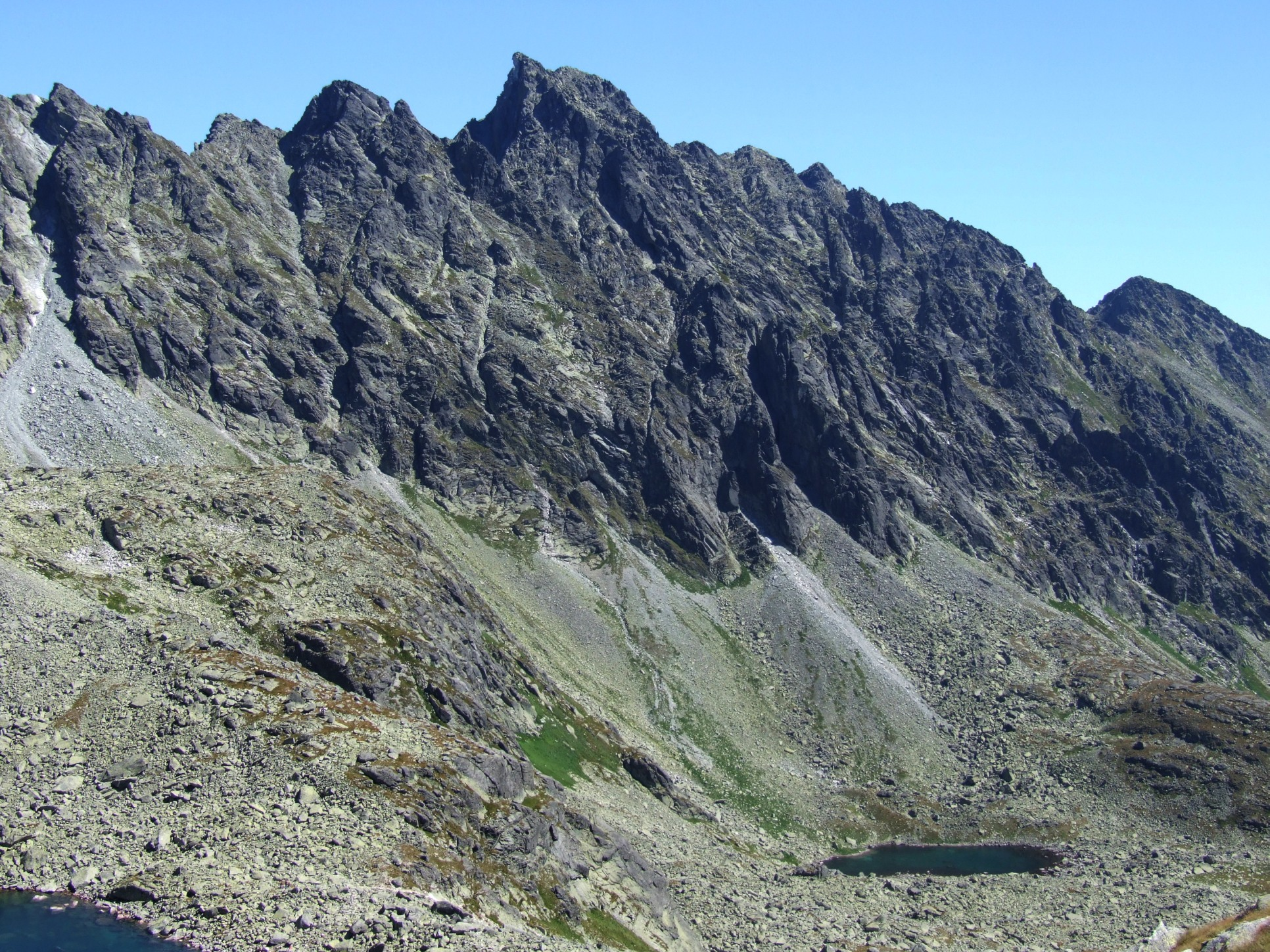
Nižné Kozie pleso, v pozadí Satan (2421 m n. m.)

Na východě se zvedají stěny západní stěna Satana a Zadné bašty. Na severu je odděleno skalním práhem resp. hřebenem vycházejícím na západ z Veľké Capie veže od výše položeného Vyšného Kozieho plesa. Na západě níže v kotlině nachází Malé Kozie pleso a ještě jedno nepojmenované Kozie pleso. Tato dvě malá plieska jsou uváděná jako Kozie – Nižné II a Kozie – Nižné III. Na jihu od plesa se nachází skalní práh, pod kterým se dál na jih táhne Mlynická dolina. Okolí plesa je kamenité.

## Vodní režim
Pleso má občasný viditelný přítok a odtok jež tvoří zdrojnici potoka Mlynica. Rozměry jezera v průběhu času zachycuje tabulka:
| Rok     | Měření prováděl   | Rozloha ha | Délka m | Šířka m | Hloubka max.m | Objem m³ |
| ------- | ----------------- | ---------- | ------- | ------- | ------------- | -------- |
| 1935    | Józef Szaflarski  | 0,573      | 134     | 61      | 4,3           | [ 3 ]    |
| 1961–67 | pracovníci TANAPu | 0,797      | 155     | 65      | 2,2           | [ 3 ]    |
| 2005    | Gregor, Pacl      | 0,7800     | [ 3 ]   | [ 3 ]   | 2,3           | 4650     |

## Přístup
Přibližně 200 m východně vede žlutá turistická značka, která je přístupná pěšky v období od 16. června do 31. října.
- Výstup po ní je možný od Štrbského plesa a trvá asi 2 hodiny. Vrátit se je možné stejnou cestou nebo pokračovat přes Bystrou lávku do Furkotské doliny.